# 짧은둥근모꼴
짧은둥근모꼴은 비트맵 글꼴 중 하나로, 김중태 IT문화원 원장이 제작하여 배포하였다. 둥근모꼴이 약간 변형된 것으로, 초성이 세로로 작아져서 마치 빨랫줄 글꼴처럼 되어 있다.

## 비슷한 글꼴
- 둥근모꼴